# Analyseinstituttet Megafon
Megafon er et analyseinstitut der er stiftet i 1991, og har omkring 100 ansatte. De udfører blandt andet meningsmålinger for TV 2 og Politiken.